# الصحة في منغوليا

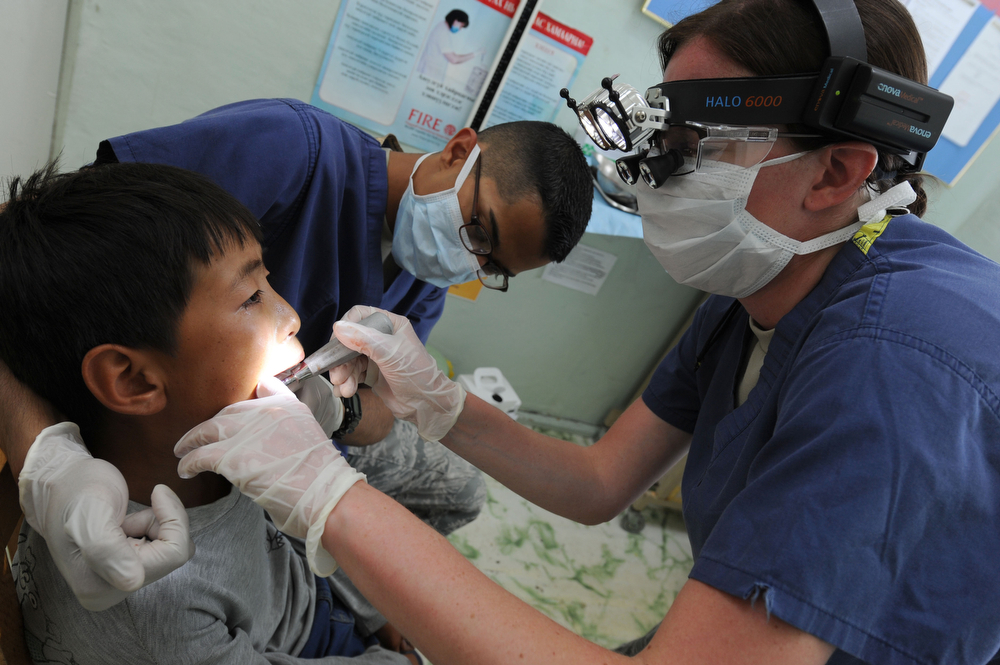

منذ عام 1990، تحسنت المؤشرات الصحية الرئيسية في منغوليا مثل متوسط العمر المتوقع و الرضع و معدل وفيات الأطفال باطراد، سواء نتيجة للتغيرات الاجتماعية والتحسن في القطاع الصحي. كان داء المبيضات أحد أكثر التشخيصات الجراحية شيوعًا في الستينيات، لكنه الآن انخفض كثيرًا.  ومع ذلك، تدهورت صحة البالغين خلال التسعينيات والعقد الأول من القرن الحادي والعشرين وارتفعت معدلات الوفيات بشكل كبير.  تم القضاء على الجدري، والتيفوس، والطاعون، وشلل الأطفال، والخناق بحلول عام 1981. تركز جمعية الصليب الأحمر المنغولي على العمل الوقائي. كما أنشأ اتحاد النقابات العمالية المنغولية شبكة من المصحات. 
ومع ذلك لا تزال هناك مشاكل خطيرة، خاصة في الريف.  وفقًا لدراسة أجرتها منظمة الصحة العالمية في عام 2011 ، فإن أولانباتار عاصمة منغوليا تعاني من ثاني أكثر تلوثات الجسيمات دقة في أي مدينة في العالم.  نوعية الهواء الرديئة هي أيضًا أكبر المخاطر المهنية، حيث أن أكثر من ثلثي الأمراض المهنية في منغوليا هو التهاب الشعب الهوائية المزمن الناجم عن الغبار أو الالتهاب الرئوي . 
يبلغ متوسط الولادة ( معدل الخصوبة ) حوالي 2.25  -1.87  لكل امرأة (2007) ومتوسط العمر المتوقع هو 68.5 سنة (2011).  تبلغ نسبة وفيات الرضع 1.9٪  إلى 4٪  ومعدل وفيات الأطفال 4.3٪. 
منغوليا لديها أعلى معدل لسرطان الكبد في العالم بهامش كبير. 

## الرعاى ة الصحية

### التاريخ
تم تطوير الرعاية الصحية في منغوليا من عام 1922 بموجب نموذج سيماشكو السوفيتي مع مستشفى كبير وشبكة سريرية. احتاج هذا إلى عدد كبير من الموظفين المدربين سريريًا، وهو ما لم يكن متوفرًا. عزلة البلاد جعلت التطورات في مجال الطب بطيئة في الوصول إليها. حتى عام 2000 ، لم يكن هناك سوى 106 من أطباء التخدير في البلاد. 

### الإطار القانوني
وزارة الصحة مسؤولة عن توفير الرعاية الصحية العامة بموجب قانون التأمين الصحي للمواطن. المواطنون ملزمون قانونًا بالتسجيل وإجراء فحوصات سنوية. التمويل من خلال صندوق التأمين الصحي الذي أنشئ في عام 1994. يتعين على المرضى سداد 10٪ من تكاليف الرعاية الثانوية و 15٪ من أجل الرعاية المتقدمة. 

### الطب التقليدي
حتى نهاية القرن التاسع عشر، تم تقديم الخدمات الطبية من قبل الرهبان البوذيين الذين مارسوا الطب التقليدي وعرفوا العلاجات الصينية والتبتية والهندية. 
تم قمع الطب التقليدي المنغولي بعد عام 1922 ولكنه عاد لشهرته السابقة الآن. تأسس معهد الطب التقليدي في عام 1961 ، ومعهد المركبات الطبيعية في عام 1973. المستشفى الوطني التخصصي يقدم العلاج الطبي التقليدي ويضم 100 سرير، ويستقبل 40-50 مريضا خارجيا يوميا. في عام 2006 ، تم علاج حوالي 5 ٪ من جميع المرضى داخل المستشفى عن طريق الطب التقليدي. وفي عام 2012 ، كانت هناك 82 عيادة خاصة للطب التقليدي، 63 منها في أولانباتار. منذ عام 1990 ، أنشأت الجامعة الوطنية المنغولية للعلوم الطبية كلية الطب التقليدي. في عام 2007 ، دُرّب 1538 طبيب على الطب التقليدي. 

### المضادات الحيوية
كانت منغوليا الدولة الأعلى استهلاكًا للمضادات الحيوية في عام 2015 بمعدل 64.4 جرعة يومية محددة لكل 1000 نسمة في اليوم. 

### المرافق
تم إنشاء تسلسل هرمي للعيادات والمستشفيات في الثمانينات. محطة طبيبة، مع طبيب، ثم مركز صحي، يغطي أعدادًا أكبر، ثم مستشفى عام يغطي مساحة تبلغ حوالي 200 كيلومتر. وتحتوي المستشفيات العامة على أكثر من 100 سرير. تضم المحطة الطبية ما بين 10 إلى 20 سريراً وطبيب أو ممارس عام. كان هناك 4600 طبيب في البلاد في عام 1985 ، 24.8 لكل 10,000 شخص. وكان نصفهم تقريباً في أولانباتار حيث يوجد مركز لعلاج الأورام ومستشفى ب 600 سرير للعزل يستخدم في حالات الأمراض المعدية. كما كان هناك حوالي 8500 ممرض و 3800 مساعِد طبي. وفي عام 1986 كان هناك 112 مستشفى.  لا يدفع صندوق التأمين الصحي للأشخاص الذين يذهبون مباشرة إلى المستشفيات دون إحالة. 
يضم قطاع الصحة 17 مستشفى متخصص ومراكز متخصصة، 4 مراكز إقليمية للتشخيص والعلاج، 9 مستشفيات محلية و21 مستشفى عام، 323 محطة صحية، 233 مركز طب أسرة، 536 مستشفى خاص، و 57 شركات بيع أدوية/ الصيدليات. في عام 2002 ، كان العدد الإجمالي للعاملين الصحيين 33273 ، منهم 6823 طبيبًا و 788 صيدلانيًا و 7802 ممرضًا و 14091 موظفًا متوسط المستوى. في الوقت الحاضر، هناك 27.7 طبيب و 75.7 سرير مستشفى لكل 10000 نسمة. 

#### الطب العسكري
تدير القوات المسلحة المنغولية وحدة مستشفى في دارفور تضم 68 فرداً، 34 رجلاً و 34 امرأة، توفر الرعاية الصحية والإنعاش في حالات الطوارئ وتحقيق الاستقرار والتدخلات الجراحية والرعاية الأساسية للأسنان لموظفي الأمم المتحدة. تدير اللقاحات وغيرها من التدابير الوقائية. كما عالجت أكثر من 10000 شخص من المجتمعات المحلية. 

### المستشفيات
كان هناك انخفاض في عدد المستشفيات العامة منذ عام 1998. ارتفع عدد المستشفيات الخاصة (معظمها صغير جدًا) والعيادات من 683 في عام 2005 إلى 1184 في عام 2011. 

#### المستشفيات في أولان باتور[18]
- مستشفى Intermed - مستشفى خاص أنشئ في عام 2014
- مستشفى اختان
- مستشفى جراند ميد
- المستشفى الثاني
- مستشفى سونغدو، خاص، مرتبط بمستشفى بومرونجراد الدولي
- مستشفى الولاية المركزي، أنشئ في عام 1925. المعروف سابقا باسم المستشفى 1. أعيد بناؤه عام 1971 بمساعدة من جمهورية التشيك . مركز ثلاثي يضم 13 قسمًا و 180 طبيبًا و 544 سريرًا. [19]
- مستشفى الصدمات
- مستشفى يونسي للصداقة
- مستشفى الدولة الثالث المركزي في منغوليا، المستشفى الوحيد الذي يوجد به مركز للسكتة الدماغية. [20]

### الصيدليات
132 مادة مدرجة في قائمة الأدوية الأساسية. إذا كانت الوصفة الطبية موصوفة من نظام الصحة العامة يتم تعويض الصيدليات عن 50-80 ٪ من السعر، والذي يخضع لسيطرة الحكومة. لا يتوفر الدواء دائمًا في المناطق الريفية. هناك 5 وحدات لتصنيع الأدوية التقليدية وتنتج أكثر من 200 نوع من الأدوية التقليدية. بلغت القيمة الإجمالية في عام 2009 1.4 مليون دولار أمريكي. تم تسجيل 30 منتجًا تقليديًا وأدرج بعضها في قائمة الأدوية الأساسية. 